# Diogo Vila
Antero Diogo da Silva Ferreira (sinh ngày 7 tháng 2 năm 1990) hay Diogo Vila, là một cầu thủ bóng đá người Bồ Đào Nha thi đấu cho Amarante ở vị trí hậu vệ.